# دوره مهاجرت

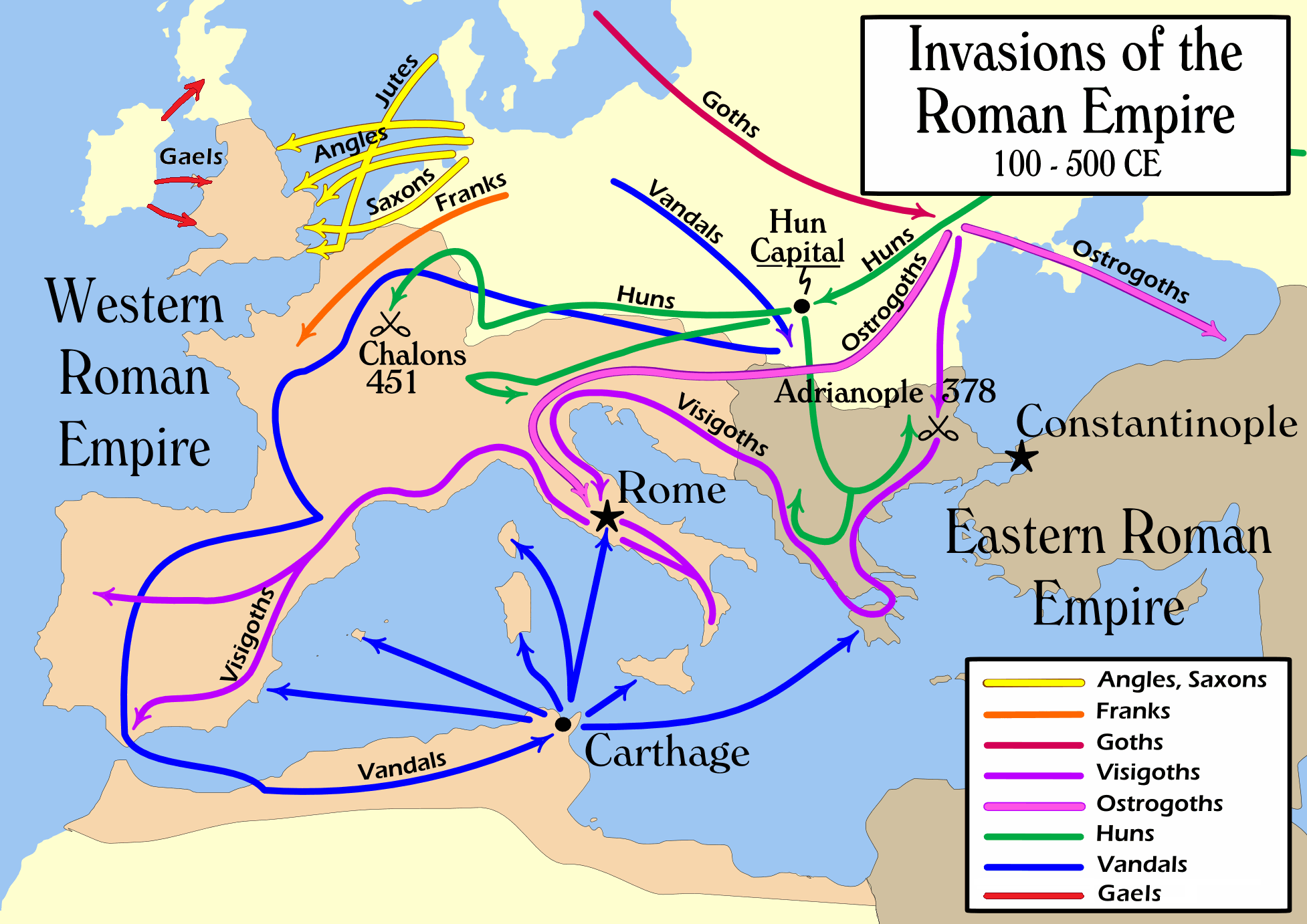
نقشهٔ تهاجمات به امپراتوری روم میان ۱۰۰ تا ۵۰۰ میلادی.

دوره مهاجرت‌ها که به هجوم بربرها نیز شهرت دارد دوره‌ای از مهاجرت بشر است که میان ۳۰۰ تا ۷۰۰ سال پس از میلاد در اروپا رخ داده‌است. این دوره از قرون باستان تا اوایل قرون وسطی بوده‌است.این دوره تأثیر عمیقی بر امپراتوری روم غربی و شرقی گذاشت. مهاجرت‌ها در این دوره شامل مهاجرت هون‌ها، گوت‌ها، وندال‌ها، آوارها، بلغارها، آلان‌ها، سوئبی‌ها، فریسی‌ها، فرانک‌ها و سایر اقوام ژرمن و اسلاو بوده‌است.
این مهاجرت‌ها در دوره‌های بعدی نیز البته در بخش‌هایی نه به شدت ادامه یافت که می‌توان از آن جمله به فتوحات مسلمانان، ظهور امپراتوری عثمانی و همچنین توسط وایکینگ‌ها، مجارها، مسلمانان اندلس، ترک‌ها و تهاجم مغول‌ها که باعث تأثیر ماندگاری بر شمال آفریقا، شبه جزیره ایبری، آناتولی و اروپای شرقی و مرکزی شد اشاره داشت.